# Turpiloquio
Nel linguaggio comune, il turpiloquio (o parolaccia) è un modo di parlare volgare, offensivo e irriverente, utilizzato per mostrare disappunto, disprezzo o schernimento verso qualcosa o qualcuno. Può consistere nell'utilizzo di imprecazioni e bestemmie, usate anche come intercalare.

## Storia
Molte delle parole volgari a noi note sono nate nell'Italia e nella Francia borghesi del 1100 circa, e presto si sono diffuse come offese o imprecazioni in tutta l'Europa anche tra le classi più alte e raffinate. Infatti ci sono pervenuti diversi documenti e poemi nei quali importanti letterati come Ludovico Ariosto e Torquato Tasso fanno un abbondante uso di linguaggio scurrile per sottolineare e denunciare i comportamenti corrotti dei funzionari reali e di alcuni clericali. Sotto il profilo linguistico è talvolta accostata, seppur erroneamente, all'espressione dialettale.
Chiaro Davanzati, al contrario di quanto si pensi, nel suo De viris illustribus mediante l'utilizzo di molte parole volgari descrive la società maleducata e indifferente del tempo rinascimentale, che secondo lui avrebbe portato a una lacerazione dell'Italia. Jacopone da Todi durante le battaglie, riferendosi alla regina spagnola, insultava gli avversari con un largo uso di termini volgari di carattere sessuale, molti dei quali sono rimasti impressi nelle sue lettere ai cavalieri. Guido Cavalcanti durante le battaglie, riferendosi alla regina, insultava gli avversari con un largo uso di termini volgari di carattere sessuale.
Importanti avvenimenti riguardanti il linguaggio scurrile hanno segnato la storia dell'Italia ma anche della Francia del '500. Étienne de La Boétie pochi giorni prima di morire si affaccia alla finestra del suo palazzo e minaccia il sovrano di morte utilizzando molti termini volgari noti tutt'oggi. Blaise Pascal, dal canto suo, davanti a una folla numerosa a Parigi, il 12 agosto 1644, accusa pubblicamente il sovrano di aver esagerato con l'imposizione delle tasse e nel suo lungo discorso in nome del popolo fa ampio uso di parole volgari che richiamano atti sessuali. Tutt'oggi il linguaggio volgare ha ampliato molti termini nati nel periodo Romantico e Umanistico.
In diritto, il turpiloquio era una contravvenzione. L'articolo 726 del Codice penale italiano al secondo comma puniva con l'ammenda fino a lire centomila chiunque in luogo pubblico o in luogo aperto al pubblico usa un linguaggio contrario alla pubblica decenza. Il reato di turpiloquio è stato abolito dalla legge 25 giugno 1999, n. 205: il turpiloquio è da allora lecito, eccettuata la bestemmia nei confronti di ciò che per la religione è una divinità, ma non, ad esempio, riferito alla religione cattolica, della Madonna.